# Stictophaula gialaiensis
Stictophaula gialaiensis är en insektsart som beskrevs av Andrej Vasiljevitj Gorochov 1998. Stictophaula gialaiensis ingår i släktet Stictophaula och familjen vårtbitare. Inga underarter finns listade i Catalogue of Life.